# Oscar Onley
Oscar Onley (* 13. října 2002) je skotský profesionální silniční cyklista jezdící za UCI WorldTeam Team dsm–firmenich PostNL.

## Hlavní výsledky
2019
2. místo Monmouthshire Junior Grand Prix
La Cantonale Juniors
4. místo celkově
5. místo GP de Villequier-Aumont Trophée
5. místo Chrono des Nations Juniors
Ain Bugey Valromey Tour
7. místo celkově
Aubel–Thimister–Stavelot
8. místo celkově
vítěz etapy 2a (TTT)
2020
vítěz Trophée des Grimpeurs
2021
Národní šampionát
3. místo časovka do 23 let
2022
Giro della Valle d'Aosta
 vítěz bodovací soutěže
vítěz 5. etapy
CRO Race
3. místo celkově
 vítěz soutěže mladých jezdců
Circuit des Ardennes
5. místo celkově
Sazka Tour
7. místo celkově
Giro Ciclistico d'Italia
9. místo celkově
2023
Vuelta a España
vítěz 1. etapy (TTT)
Volta ao Algarve
 vítěz soutěže mladých jezdců
Alpes Isère Tour
2. místo celkově
Tour de Hongrie
6. místo celkově
Tour de Pologne
10. místo celkově
2024
Tour Down Under
4. místo celkově
vítěz 5. etapy

### Výsledky na Grand Tours
| Grand Tour      | 2023 | 2024 |
| --------------- | ---- | ---- |
| Giro d'Italia   | —    | —    |
| Tour de France  | —    | 39   |
| Vuelta a España | DNF  |      |

| —   | Nezúčastnil se |
| DNF | Nedokončil     |